# Marjan Tomšič
Marjan Tomšič (Rače, 7 augustus 1939 – 12 juli 2023) was een Sloveens schrijver, toneelschrijver en journalist. 

## Leven
Tomšič is geboren te Rače in 1939. Hij bezocht de lagere school in zijn geboortestad en in Slivnica. In Maribor volgde hij les aan het gymnasium. Daarna besloot hij slavistiek te studeren aan de letterenfaculteit te Ljubljana.
Als slavist gaf hij les in Grahovo nabij Cerknica. Vervolgens werkte hij een aantal jaar als leerkracht en mentor in twee Istrische scholen namelijk de basisschool te Marezige en te Gračišče. Daar schreef hij met zijn leerlingen Istrische volksverhalen neer. Onder zijn leiding werden ook twee schoolkranten uitgegeven: Varda en Bekači. Enige tijd heeft hij gewerkt als journalist bij Radio Koper en bij de kranten Primorske novice en Delo. Vanaf 1986 werd hij een zelfstandig schrijver. Hij woonde en werkte in Istrië.
Tomšič overleed op 83-jarige leeftijd.

## Werk
Marjan Tomšič schreef vooral proza. In zijn opus bevinden zich verhalen van het magisch realisme, satires, komedies, grotesken, erotische verhalen, liefdesverhalen, filosofische verhalen, sociaal-politieke proza werken en kinderverhalen. In zijn meest bekende boeken overheerst echter het Istrische thema.
Zijn proza publiceert hij vanuit de spirituele en sociale omgeving van Šavrinska Brda met invloed van de Istrische geschiedenis, taal en veerkracht van haar inwoners. Ook zijn aandacht voor het innerlijke van de mens, het discours en de creatieve verbeelding zijn belangrijke bronnen voor zijn 
verhalen. Met zijn fantasieverhalen wil hij de wederzijdse relaties tussen alle levende zaken aantonen.
Marjans debuut Krog v krogu (Een cirkel in een cirkel, 1968) is een satire. Na een aantal jaren van stilte wijdde hij zich aan het schrijven van scenario’s voor de tekenfilms van Koni Steinbacher. achttien korte tekenfilms werden na het afwerken van de scenario’s opgenomen.
Eerst schreef hij enkel voor volwassen. Later besloot hij ook boeken voor kinderen en jongeren te schrijven. Zijn eerste jeugdverhaal Super frače (Super katapulten) is een weergave van de kindertijd en een eigenzinnig beeld van een ruwe periode in een recent verleden. In dit boek kijkt Tomšič door de ogen van een kind.  
Hij heeft elf romans, acht verhalenbundels en acht jeugdverhalen gepubliceerd. Daarnaast schreef hij nog twaalf toneelstukken en werden er negentien hoorspelen, door hem geschreven, uitgezonden.
Hij ontving verschillende prijzen voor zijn werk. Met zijn werk heeft hij ook bijgedragen tot de literaire ontwikkeling van Sloveens Istrië. Hij werkte, onder andere, als mentor voor de Istrische dichter en schrijver Edelman Jurinčič.

### Romans
- Ti pa kar greš, 1987 - autobiografische roman
- Kafrav, 1988 - autobiografische roman
- Šavrinke (Šavrinkas), 1986, 1991 - archaïsch Istrië
- Oštrigeca, 1991 - magisch Istrië
- Zrno od frmentona, 1993, 2004 - naoorlogs Istrië
- Ognjeni žar, 1994 - liefdesverhaal
- Vrnitev (De terugkeer), 1998 - socio-politieke roman
- Škatlarji, 1999 - satirische roman
- Norček (De nar), 1996 - sprookjesverhaal
- Grenko morje (De bittere zee), 2003

### Verhalenbundels (novelles en vertellingen)
- Krog v krogu (Een cirkel in een cirkel), 1968 - satirische fantasieverhalen
- Onstran (Aan de andere kant), 1980 - fantasieverhalen
- Olive in sol (Olijven en zout), 1983 - Istrische verhalen
- Veter večnosti (De wind van de eeuwigheid), 1989 - sciencefiction verhalen
- Kažuni, 1990 - Istrische verhalen
- Vruja, 1994 - Istrische en andere verhalen
- Prah vesolja (Stof van het universum), 1999
- Rubinaste in zlate čaše (De robijnen en gouden beker), 2000 - een ode aan de Istrische wijn en 10 tekeningen van de academische schilder Zvesta Apollonia
- Južni veter (Zuidenwind), 2000, 2006

### Jeugdverhalen en sprookjes (voor kinderen en volwassen)
- Super frače (Super katapulten), 1988 - vertellingen uit de kindertijd
- Noč je moja, dan je tvoj (De nacht is van mij, de dag van jou), 1989 - Istrische volksverhalen
- Glavo gor, uha dol (Hoofd omhoog, oren naar beneden), 1993 - Istrisch sprookje
- Začarana hiša (Het betovernde vakantiehuis), 1994 - Istrisch sprookje
- Zgodbice o kačah (Verhalen over slangen), 1996 - Sprookjes
- Frkolini, 1998 - vertellingen uit de kindertijd
- Katka in Bunkec, 2000
- Mart in njegova junaštva (Mart en zijn heldenmoed), 2001
- Futek v Boškariji, 2003
- Kar je moje, je tudi tvoje (Wat van mij is, is ook van jou), 2004 - verhalen over dieren

### Hoorspelen
- Kocka (Kubus), 1977
- Saj ni res (Dat is niet waar), 1983
- Trije (Drie), 1984
- Ključ (Sleutel), 1987
- Štiglica, 1989
- Jezus Križani (Jezus, de Gekruisigde), 1992
- Nihalce, nihalce; 1992
- Salto mortale, 1993
- Rešitev (De oplossing), 1993
- Oštrigeca, 1993, 1996 - uitvoering van de gelijknamige roman als hoorspel
- Tartufi (Truffels), 1994
- Romeo y Julieta (Romeo en Julia), 1994
- Bojevniki (Strijders), 1996
- Daemon, 1997
- Črni angel (Zwarte engel), 1999
- Aleksandrinke (Šandrinke), 2001 - in drie delen (Na pot (Onderweg), Aleksandrija (Alexandrië), Vrnitev (De terugkeer))
- Šavrinke (Šavrinkas), 2001

### Scenario's voor korte tekenfilms
- Močvirje (Moeras), 1973 - amateursfilm
- Agonija (Kwelling), 1974 - amateursfilm
- Močvirje (Moeras), 1976, 1977 - Viba film
- Vrata (Deur), 1978 - Viba film
- Gor (Boven), 1978 - Viba film
- Kokan, Viba film 1979 - Viba film
- Epidemija (Epidemie), 1982 - Viba film
- Komar (Mug), 1982 - Viba film
- Grič (Heuvel), 1982 - Viba film
- Amorček (Cavia), 1982 - Viba film
- Znanstvenik (Wetenschapper), 1982 - Viba film
- Na zeleni veji (Op de groene tak), 1982 - Viba film
- Vsiljivec (Indringer), 1983 - Viba film
- Kamen (Steen), 1984 - Viba film
- Kače: Jajce, Gordijski vozel, Projekcija, Adam in Eva, Zadrga (Slangen: ei, Gordiaanse knoop, projectie, Adam en Eva, lus) 1986, 1987 - Viba film
- Prehitevanje (Het inhalen), 1976 - Viba film
- Študent (Student), 1975 - Viba film
- Večerja (Avondeten), 2000 - Viba film
- Izdelovalec mask (De maskermaker), 2001
- Sneguljčica (Sneeuwwitje), 2003

Alle cartoons, behalve Komar (het werk van de overleden schilder Boris Benčič), zijn geregisseerd door Koni Steinbacher.

### Toneel
- Pločevina (Blik), 1960 - drama
- Reka (Rivier), 1992 - drama
- Jezus Križani (Jezus, de Gekruisigde), 1995, 1998 - (TV) drama
- Toti kufer, 1995, 1999 - (TV) drama
- Oštrigeca, 1996 - filmscenario
- Bušca jaz, bužec on; 1997
- Humbala Tata, 1997 - satirische komedie
- Južić in Juća, 1998 - komedie
- Šandrinke, 2000 - drama
- Aleksandrinke, 2001 - drama
- Marjuča, 2001 - drama

## Prijzen
- Eerste prijs voor zijn roman Šavrinke, 1985 - anonieme wedstrijd
- Kajuhova prijs voor zijn roman Ti pa kar greš, 1988
- Prijs van het Prešerenfonds voor zijn verhalenbundel Kažuni en zijn roman Oštrigeca, 1991
- Kocjančičeva prijs voor zijn Istrische werken, 1996